# Марбурзький диспут
Марбурзький диспут (нім. Marburger Religionsgespräch) — частина теологічної дискусії між лютеранами та реформатами, що проходила з 1 по 4 жовтня 1529 року у місті Марбург, ландграфстві Гессен.

## Історична довідка

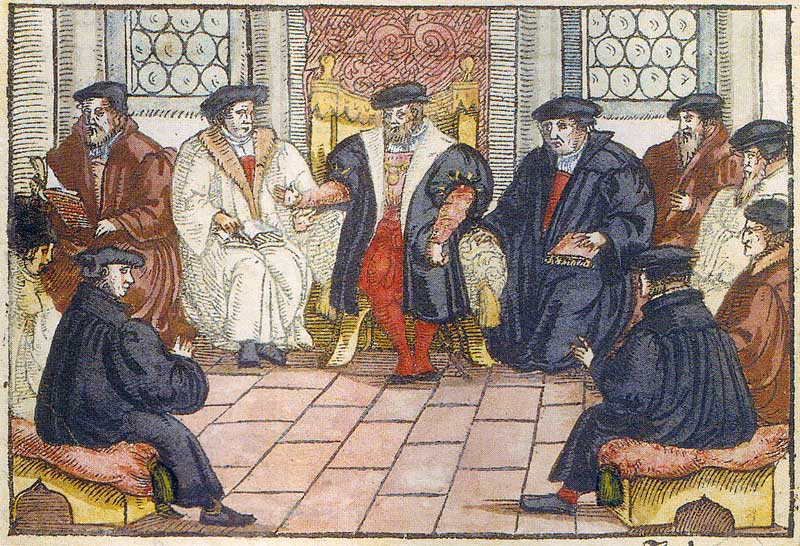
Марбурзький диспут. Анонімна гравюра на дереві, 1557 рік

Релігійна дискусія в Марбурзі проходила після запрошення ландграфа Філіпа Гессенського. Оскільки в 1529 році в сеймі Шпаєра знову був підтверджений Вормський едикт, Філіп намагався закріпити здобутки Реформації об'єднавши обидві гілки Реформації проти католиків і Габсбургів. Але це було б можливо тільки якби обидві погодилися на основні богословські питання. Зокрема про таїнство Святої вечері, що була найбільшим приводом до суперечки.
Цвінглі охоче погодився на запрошення приїхати на диспут; але Лютер і Меланхтон вирушили в Марбург проти свого бажання. Приїхали туди і багато інших богословів (Йоганн Агрікола, Йоганн Бренц, Мартін Буцер, Юстус Йонас, Йоганн Еколампадій, Андреас Озиандер і інші), а також і світські особи. Диспутом були зацікавлені всі, так як цвингліанство було тоді сильно поширене в значній частині південно-західної Німеччині.

## Предмет обговорення
Фактична розмова про біблійні основи в таїнстві вчення була в основному оскаржена через два дні Лютером, Цвінглі та Еколампадієм. Однак, не дивлячись на менші підходи, не можна було перенести вже непримиренні позиції по відношенню один до одного. Навіть спроба посередництва Буксера нічого не дала. Коли розмова зазнала невдачу, Ландграф почав вимагати, щоб, принаймні, був складений список консенсусних пунктів. Результатом стала стаття Марбурга, яку Лютер розробив на основі своєї недавно підготованої статті і доповнень Цвінглі. Вони встановили консенсус між двома напрямками в 14 пунктах. У 15-й статті йшлося про Господню вечерю. Однак різне уявлення про природу Вечері Господньої залишалося непримиренним. Безумовно, обидві сторони виступали проти доктрини транссубстанції. Хоча Лютер і визнавав, що Христос реально присутній в Святих Дарах, все ж він вважав, що сутність хліба і вина при цьому не знищується. Тому слід говорити, що Христос присутній в Євхаристії під видом хліба і вина (як вважали католики), а в хлібі і вині, а для Цвінглі хліб і вино в Євхаристії — це лише символи тіла і крові Христа. Говорити ж про реальну присутність Христа в Святих Дарах Цвінглі вважав неприпустимим. Обидві сторони не змогли погодитися. Вони розійшлися в цьому інакомисленні, сподіваючись на взаєморозуміння та допомогу Бога для правильного розуміння таїнства. Хоча Цвінглі і протягнув руку Лютеру, той не погодився ії потиснути, наголосивши, що вони не браття по вірі.
Марбургський диспут був першим у серії лютерансько-реформатських переговорів про причастя.